# Arbër Zeneli
Arbër Zeneli (Säter, 25 febbraio 1995) è un calciatore svedese naturalizzato kosovaro, centrocampista o attaccante dell'Elfsborg e della nazionale kosovara.

## Biografia
Nato e cresciuto in Svezia, ha origini kosovare-albanesi ed è fratello di Besfort Zeneli, a sua volta calciatore professionista.

## Caratteristiche tecniche
È un centrocampista, che può giocare sia sulla fascia destra che sulla sinistra.

## Carriera

### Club

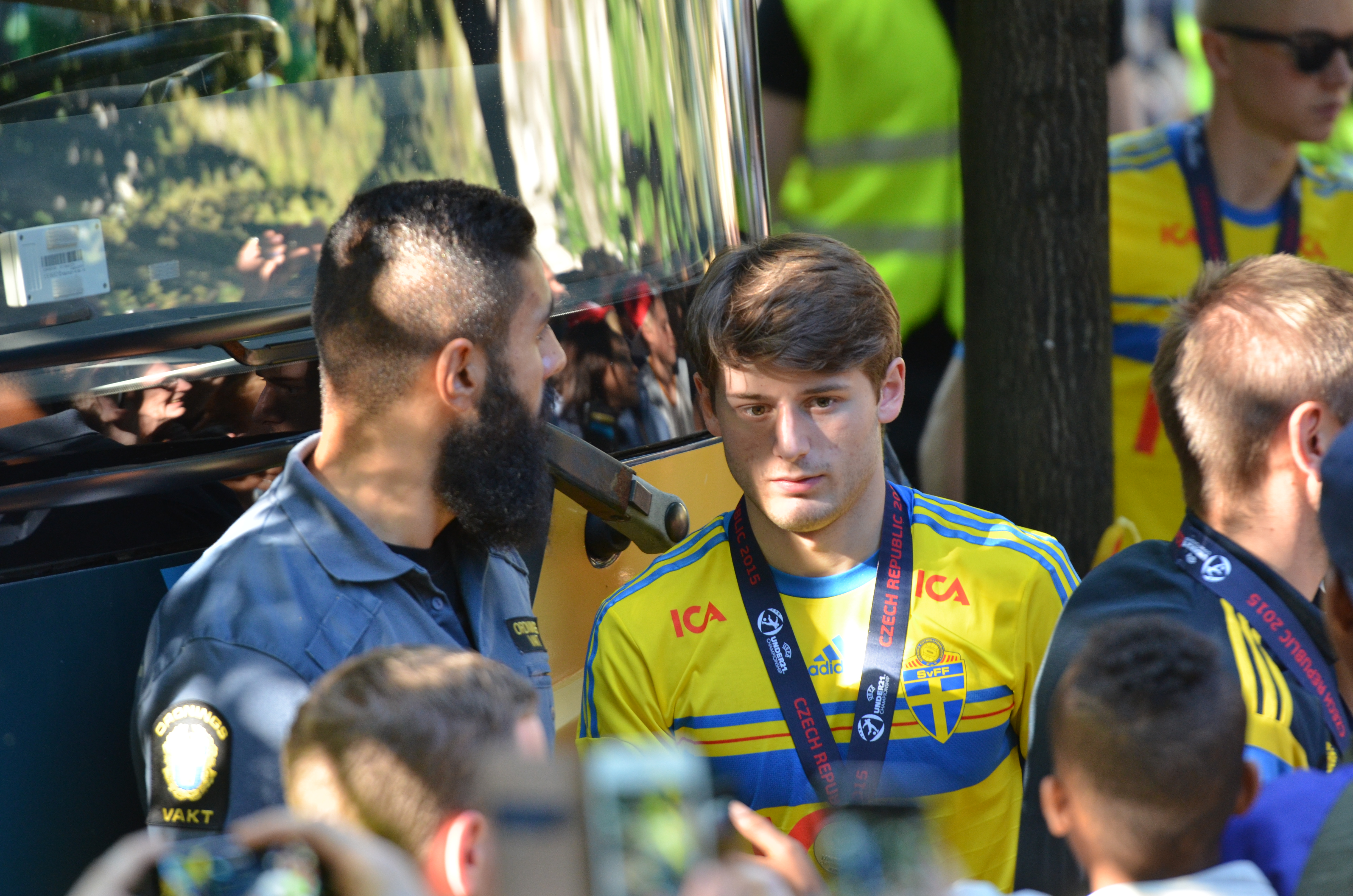
Arbër Zeneli nel 2015 con la nazionale under-21 svedese.

Cresciuto nelle giovanili dell'Elfsborg, nel 2014 ha fatto il suo debutto nel campionato svedese.
Il 12 novembre 2015 viene trovato l'accordo per il suo trasferimento a titolo definitivo alla squadra olandese dell'Heerenveen per 1,95 milioni di euro, e sottoscrive un contratto di 3 anni e mezzo a decorrere dal 1º gennaio 2016.
Il 26 gennaio 2019 si trasferisce allo Stade Reims per 4 milioni di euro, firmando un contratto quadriennale.

### Nazionale
Dopo aver rappresentato le Nazionali giovanili svedesi, e aver vinto l'Europeo Under-21 2015, ha optato per rappresentare il Nazionale di calcio del Kosovo, paese delle sue origini. Debutta con i kosovari il 6 ottobre 2018 nella roboante sconfitta in casa per 6-0 contro la Croazia.
Segna le prime reti in Nazionale in occasione dell'amichevole vinta per 3-0 contro l'Albania.
Il 20 novembre 2018 realizza una tripletta nella sfida di Nations League 2018-2019 vinta per 4-0 contro l'Azerbaigian che ha garantito la promozione dei kosovari dalla Lega D alla Lega C. Con 4 reti risulta il terzo miglior marcatore della competizione e a pari merito con il belga Romelu Lukaku, l'ungherese Ádám Szalai ed il georgiano Giorgi Chakvetadze.

## Statistiche

### Presenze e reti nei club
Statistiche aggiornate al 5 aprile 2020.
| Stagione           | Squadra            | Campionato         | Campionato | Campionato | Coppe nazionali | Coppe nazionali | Coppe nazionali | Coppe continentali | Coppe continentali | Coppe continentali | Altre coppe | Altre coppe | Altre coppe | Totale | Totale |
| Stagione           | Squadra            | Comp               | Pres       | Reti       | Comp            | Pres            | Reti            | Comp               | Pres               | Reti               | Comp        | Pres        | Reti        | Pres   | Reti   |
| ------------------ | ------------------ | ------------------ | ---------- | ---------- | --------------- | --------------- | --------------- | ------------------ | ------------------ | ------------------ | ----------- | ----------- | ----------- | ------ | ------ |
| 2013               | Elfsborg           | A                  | 0          | 0          | CS              | 3               | 0               | -                  | -                  | -                  | -           | -           | -           | 3      | 0      |
| 2014               | Elfsborg           | A                  | 16         | 1          | CS              | 6               | 3               | UEL                | 1                  | 0                  | SS          | 1           | 0           | 24     | 4      |
| 2015               | Elfsborg           | A                  | 30         | 10         | CS              | 1               | 0               | UEL                | 5                  | 0                  | -           | -           | -           | 36     | 10     |
| Totale Elfsborg    | Totale Elfsborg    | Totale Elfsborg    | 46         | 11         |                 | 10              | 3               |                    | 6                  | 0                  |             | 1           | 0           | 63     | 14     |
| gen.-giu. 2016     | Heerenveen         | ED                 | 17         | 4          | CO              | 0               | 0               | -                  | -                  | -                  | -           | -           | -           | 17     | 4      |
| 2016-2017          | Heerenveen         | ED                 | 34         | 6          | CO              | 4               | 1               | -                  | -                  | -                  | -           | -           | -           | 38     | 7      |
| 2017-2018          | Heerenveen         | ED                 | 24         | 4          | CO              | 1               | 2               | -                  | -                  | -                  | -           | -           | -           | 25     | 6      |
| 2018-gen. 2019     | Heerenveen         | ED                 | 17         | 3          | CO              | 1               | 1               | -                  | -                  | -                  | -           | -           | -           | 18     | 4      |
| Totale Heerenveen  | Totale Heerenveen  | Totale Heerenveen  | 92         | 17         |                 | 6               | 4               |                    | -                  | -                  |             | -           | -           | 98     | 21     |
| gen-giu. 2019      | Stade Reims        | L1                 | 15         | 3          | -               | -               | -               | -                  | -                  | -                  | -           | -           | -           | 15     | 3      |
| 2019-2020          | Stade Reims        | L1                 | 1          | 0          | CF+CdL          | 0+0             | 0               | -                  | -                  | -                  | -           | -           | -           | 1      | 0      |
| Totale Stade Reims | Totale Stade Reims | Totale Stade Reims | 16         | 3          |                 | 0               | 0               |                    | -                  | -                  |             | -           | -           | 16     | 3      |
| Totale carriera    | Totale carriera    | Totale carriera    | 151        | 31         |                 | 16              | 7               |                    | 6                  | 0                  |             | 1           | 0           | 177    | 38     |

### Cronologia presenze e reti in Nazionale
| Cronologia completa delle presenze e delle reti in nazionale ― Kosovo | Cronologia completa delle presenze e delle reti in nazionale ― Kosovo | Cronologia completa delle presenze e delle reti in nazionale ― Kosovo | Cronologia completa delle presenze e delle reti in nazionale ― Kosovo | Cronologia completa delle presenze e delle reti in nazionale ― Kosovo | Cronologia completa delle presenze e delle reti in nazionale ― Kosovo | Cronologia completa delle presenze e delle reti in nazionale ― Kosovo | Cronologia completa delle presenze e delle reti in nazionale ― Kosovo |
| Data                                                                  | Città                                                                 | In casa                                                               | Risultato                                                             | Ospiti                                                                | Competizione                                                          | Reti                                                                  | Note                                                                  |
| --------------------------------------------------------------------- | --------------------------------------------------------------------- | --------------------------------------------------------------------- | --------------------------------------------------------------------- | --------------------------------------------------------------------- | --------------------------------------------------------------------- | --------------------------------------------------------------------- | --------------------------------------------------------------------- |
| 6-10-2016                                                             | Scutari                                                               | Kosovo                                                                | 0 – 6                                                                 | Croazia                                                               | Qual. Mondiali 2018                                                   | -                                                                     | 77’                                                                   |
| 9-10-2016                                                             | Cracovia                                                              | Ucraina                                                               | 3 – 0                                                                 | Kosovo                                                                | Qual. Mondiali 2018                                                   | -                                                                     | 66’                                                                   |
| 12-11-2016                                                            | Antalya                                                               | Turchia                                                               | 2 – 0                                                                 | Kosovo                                                                | Qual. Mondiali 2018                                                   | -                                                                     |                                                                       |
| 11-6-2017                                                             | Scutari                                                               | Kosovo                                                                | 1 – 4                                                                 | Turchia                                                               | Qual. Mondiali 2018                                                   | -                                                                     | 53’                                                                   |
| 2-9-2017                                                              | Zagabria                                                              | Croazia                                                               | 1 – 0                                                                 | Kosovo                                                                | Qual. Mondiali 2018                                                   | -                                                                     | 80’                                                                   |
| 5-9-2017                                                              | Scutari                                                               | Kosovo                                                                | 0 – 1                                                                 | Finlandia                                                             | Qual. Mondiali 2018                                                   | -                                                                     | 70’                                                                   |
| 24-3-2018                                                             | Franconville                                                          | Madagascar                                                            | 0 – 1                                                                 | Kosovo                                                                | Amichevole                                                            | -                                                                     | 57’                                                                   |
| 27-3-2018                                                             | Franconville                                                          | Burkina Faso                                                          | 0 – 2                                                                 | Kosovo                                                                | Amichevole                                                            | -                                                                     | 46’                                                                   |
| 29-5-2018                                                             | Zurigo                                                                | Albania                                                               | 0 – 3                                                                 | Kosovo                                                                | Amichevole                                                            | 2                                                                     | 89’                                                                   |
| 7-9-2018                                                              | Baku                                                                  | Azerbaigian                                                           | 0 – 0                                                                 | Kosovo                                                                | UEFA Nations League 2018-2019 - 1º turno                              | -                                                                     | 84’                                                                   |
| 10-9-2018                                                             | Pristina                                                              | Kosovo                                                                | 2 – 0                                                                 | Fær Øer                                                               | UEFA Nations League 2018-2019 - 1º turno                              | 1                                                                     |                                                                       |
| 11-10-2018                                                            | Pristina                                                              | Kosovo                                                                | 3 – 1                                                                 | Malta                                                                 | UEFA Nations League 2018-2019 - 1º turno                              | -                                                                     | 77’                                                                   |
| 14-10-2018                                                            | Tórshavn                                                              | Fær Øer                                                               | 1 – 1                                                                 | Kosovo                                                                | UEFA Nations League 2018-2019 - 1º turno                              | -                                                                     | 74’                                                                   |
| 17-11-2018                                                            | Ta' Qali                                                              | Malta                                                                 | 0 – 5                                                                 | Kosovo                                                                | UEFA Nations League 2018-2019 - 1º turno                              | -                                                                     | 71’                                                                   |
| 20-11-2018                                                            | Pristina                                                              | Kosovo                                                                | 4 – 0                                                                 | Azerbaigian                                                           | UEFA Nations League 2018-2019 - 1º turno                              | 3                                                                     |                                                                       |
| 21-3-2019                                                             | Pristina                                                              | Kosovo                                                                | 2 – 2                                                                 | Danimarca                                                             | Amichevole                                                            | -                                                                     | 70’                                                                   |
| 25-3-2019                                                             | Pristina                                                              | Kosovo                                                                | 1 – 1                                                                 | Bulgaria                                                              | Qual. Euro 2020                                                       | 1                                                                     |                                                                       |
| 7-6-2019                                                              | Podgorica                                                             | Montenegro                                                            | 1 – 1                                                                 | Kosovo                                                                | Qual. Euro 2020                                                       | -                                                                     | 39’                                                                   |
| 3-9-2020                                                              | Parma                                                                 | Moldavia                                                              | 1 – 1                                                                 | Kosovo                                                                | UEFA Nations League 2020-2021 - 1º turno                              | -                                                                     |                                                                       |
| 6-9-2020                                                              | Pristina                                                              | Kosovo                                                                | 1 – 2                                                                 | Grecia                                                                | UEFA Nations League 2020-2021 - 1º turno                              | -                                                                     | 54’                                                                   |
| 8-10-2020                                                             | Skopje                                                                | Macedonia del Nord                                                    | 2 – 1                                                                 | Kosovo                                                                | Qual. Euro 2020                                                       | -                                                                     |                                                                       |
| 11-10-2020                                                            | Pristina                                                              | Kosovo                                                                | 0 – 1                                                                 | Slovenia                                                              | UEFA Nations League 2020-2021 - 1º turno                              | -                                                                     | 78’                                                                   |
| 24-3-2021                                                             | Pristina                                                              | Kosovo                                                                | 4 – 0                                                                 | Lituania                                                              | Amichevole                                                            | 2                                                                     |                                                                       |
| 28-3-2021                                                             | Pristina                                                              | Kosovo                                                                | 0 – 3                                                                 | Svezia                                                                | Qual. Mondiali 2022                                                   | -                                                                     | 83’                                                                   |
| 31-3-2021                                                             | Siviglia                                                              | Spagna                                                                | 3 – 1                                                                 | Kosovo                                                                | Qual. Mondiali 2022                                                   | -                                                                     | 57’                                                                   |
| 1-6-2021                                                              | Pristina                                                              | Kosovo                                                                | 4 – 1                                                                 | San Marino                                                            | Amichevole                                                            | -                                                                     | 70’                                                                   |
| 4-6-2021                                                              | Klagenfurt am Wörthersee                                              | Kosovo                                                                | 2 – 1                                                                 | Malta                                                                 | Amichevole                                                            | -                                                                     |                                                                       |
| 5-6-2022                                                              | Pristina                                                              | Kosovo                                                                | 0 – 1                                                                 | Grecia                                                                | UEFA Nations League 2022-2023 - 1º turno                              | -                                                                     | 57’                                                                   |
| 12-6-2022                                                             | Volo                                                                  | Grecia                                                                | 2 – 0                                                                 | Kosovo                                                                | UEFA Nations League 2022-2023 - 1º turno                              | -                                                                     | 77’                                                                   |
| 24-9-2022                                                             | Belfast                                                               | Irlanda del Nord                                                      | 2 – 1                                                                 | Kosovo                                                                | UEFA Nations League 2022-2023 - 1º turno                              | -                                                                     | 68’                                                                   |
| 27-9-2022                                                             | Pristina                                                              | Kosovo                                                                | 5 – 1                                                                 | Cipro                                                                 | UEFA Nations League 2022-2023 - 1º turno                              | -                                                                     | 81’                                                                   |
| 25-3-2023                                                             | Tel Aviv                                                              | Israele                                                               | 1 – 1                                                                 | Kosovo                                                                | Qual. Euro 2024                                                       | -                                                                     | 79’                                                                   |
| 28-3-2023                                                             | Pristina                                                              | Kosovo                                                                | 1 – 1                                                                 | Andorra                                                               | Qual. Euro 2024                                                       | -                                                                     | 75’                                                                   |
| Totale                                                                |                                                                       | Presenze (8º posto)                                                   | 33                                                                    |                                                                       | Reti (3º posto)                                                       | 9                                                                     |                                                                       |

## Palmarès

### Club

#### Competizioni nazionali
- Coppa di Svezia: 1

Elfsborg: 2013-2014

### Nazionale
- Campionato d'Europa Under-21: 1

Svezia 2015